# Macropyxis improcera
Macropyxis improcera är en kräftdjursart som beskrevs av Rosalie F. Maddocks 1990. Macropyxis improcera ingår i släktet Macropyxis och familjen Macrocyprididae. Inga underarter finns listade i Catalogue of Life.